# Macrochilo
Macrochilo (лат.) — род чешуекрылых из подсемейства совок-пядениц.

## Экология
Экологические особенности изучены у европейского вида Macrochilo cribrumalis. Он встречается в увлажнённым местообитаниях. Гусеницы питаются травянистыми растениями. 

## Систематика
В составе рода включают следующие виды:

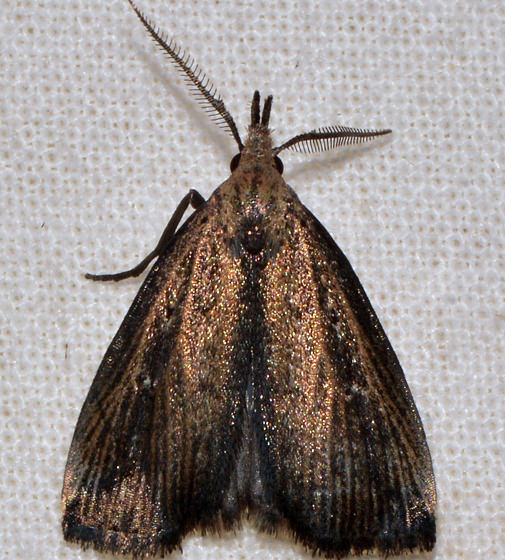
Macrochilo orciferalis

- Macrochilo absorptalis Walker, 1859
- Macrochilo andaca (Druce, 1891)
- Macrochilo bivittata Grote, 1877
- Совка ситчатая (Macrochilo cribrumalis (Hübner, 1793))[2]
- Macrochilo iteinalis (Viette, 1956)
- Macrochilo larymna (Druce, 1891)
- Macrochilo hypocritalis Ferguson, 1982
- Macrochilo litophora Grote, 1873
- Macrochilo louisiana Forbes, 1922
- Macrochilo morbidalis Guenée, 1854
- Macrochilo orciferalis Walker, 1859
- Macrochilo petrealis Grote, 1880
- Macrochilo santerivalis Ferguson, 1982

## Распространение
Представители рода встречаются преимущественно в Северной Америке. Один вид Macrochilo cribrumalis найден в Европе и один Macrochilo iteinalis на Мадагаскаре.

## Охранный статус
Вид Macrochilo cribrumalis был включён в издание 2008 года Красную Книгу Московской области как возможно исчезнувший с территории области вид, одано в третьем издании 2018 года этот вид был исключён из числа охраняемых.